# Anthony Dawson
Ne pas confondre avec Antonio Margheriti dit Anthony M. Dawson, réalisateur italien.
Pour les articles homonymes, voir Dawson.
Anthony Dawson est un acteur britannique né le 18 octobre 1916 à Édimbourg (Écosse) et mort le 8 janvier 1992 dans le Sussex (Angleterre).
Acteur-fétiche du réalisateur Terence Young, il a entre autres interprété le professeur Dent dans le premier film de la saga James Bond, James Bond 007 contre Dr No en 1962. Il joue également - sans que son visage soit jamais montré à l'écran - le rôle d'Ernst Stavro Blofeld dans Bons Baisers de Russie en 1963 et Opération Tonnerre en 1965. Habitué des personnages secondaires de méchants, il tient l'un de ses rôles les plus connus dans  Le Crime était presque parfait où il est l'homme chargé d'assassiner l'héroïne interprétée par Grace Kelly.

## Filmographie partielle
- 1946 : Amour tragique (Beware of Pity) de Maurice Elvey
- 1950 : Trois des chars d'assaut (They Were Not Divided) de Terence Young : Michael
- 1951 : La Vallée des aigles (Valley of Eagles) de Terence Young : Sven Nystrom
- 1951 : L'assassin frappe à minuit (The Long Dark Hall) de Reginald Beck et Anthony Bushell
- 1954 : Le crime était presque parfait (Dial M for Murder) d'Alfred Hitchcock : C. A. Swan alias capitaine Lesgate
- 1955 : La Princesse d'Eboli (That Lady) de Terence Young : don Inigo
- 1957 : Au bord du volcan (Action of the Tiger) de Terence Young : l'officier de sécurité
- 1958 : La Sépulture maudite (Grip of the Strangler) de Robert Day
- 1959 : La nuit est mon ennemie (Libel) d'Anthony Asquith : Gerald Loddon
- 1959 : Les Yeux du témoin (Tiger Bay) de J. Lee Thompson : Barclay
- 1960 : Piège à minuit (Midnight Lace) de David Miller : Roy Ash
- 1961 : La Nuit du loup-garou (The Curse of the Werewolf) de Terence Fisher : le marquis Siniestro
- 1961 : Un traître à Scotland Yard (Offbeat) de Cliff Owen
- 1962 : Le Corsaire de la reine (Il Dominatore dei 7 mari) de Rudolph Maté et Primo Zeglio : Lord Burleigh
- 1962 : James Bond 007 contre Dr No (Dr. No) de Terence Young : le professeur Dent
- 1963 : Bons Baisers de Russie (From Russia with Love) de Terence Young : Ernst Stavro Blofeld (non crédité)[1]
- 1965 : Les Aventures amoureuses de Moll Flanders (The Amorous Adventures of Moll Flanders) : l'officier des dragons
- 1965 : Opération Tonnerre (Thunderball) de Terence Young : Ernst Stavro Blofeld  (non crédité)[1]
- 1966 : La Fantastique Histoire vraie d'Eddie Chapman (Triple Cross) de Terence Young : le major Stillman
- 1967 : Peyrol le boucanier (L'Avventuriero) de Terence Young : le capitaine Vincent
- 1967 : Opération frère cadet (OK Connery) d'Alberto De Martino : Alpha
- 1967 : La Gloire des canailles (Dalle Ardenne all'inferno) d'Alberto De Martino : Le Colonel Américain
- 1970 : Deadlock de Roland Klick : Sunshine
- 1971 : Soleil rouge de Terence Young : Hyatt
- 1972 : Cosa Nostra de Terence Young : l'enquêteur fédéral
- 1975 : Le Comte de Monte-Cristo (The Count of Monte-Cristo) de David Greene : Noirtier de Villefort
- 1981 : Inchon de Terence Young : le général Collins
- 1983 : La Taupe (The Jigsaw Man) de Terence Young : le vicaire
- 1988 : Marathon (Run for your life) de Terence Young : le colonel Moorcroft